# Anna Staniszewska (twórczyni ludowa)
Anna Staniszewska (ur. 1965 w Różycach) – księżacka twórczyni ludowa, hafciarka, wycinankarka i rękodzielniczka. Podejmuje liczne inicjatywy mające na celu zachowanie dziedzictwa kulturowego regionu łowickiego. Jest członkinią Zespołu Śpiewaczego Ksinzoki, posługuje się gwarą księżacką.

## Życiorys
Urodziła się w 1965 r. w Różycach w gminie Kocierzew Południowy w północnej części historycznego księstwa łowickiego. Była wychowywana w szacunku do tradycji regionalnych, które przekazała jej babcia oraz matka – Helena Mucha, uznana hafciarka łowicka. Własną działalność artystyczną rozpoczęła w wieku 14 lat. Pierwszy sukces odniosła w 1987 zyskując wyróżnienie w konkursie Tradycyjna sztuka i rękodzieło ludowe.
Specjalizuje się w hafcie ręcznym i ręczno-maszynowym. Wzory do haftów czerpie m.in. ze starych elementów ubioru księżackiego. Projektuje i wytwarza stroje, również stroje sceniczne dla zespołów pieśni i tańca, takich jak Zespół Pieśni i Tańca Mazowsze. Wykonuje również wycinanki, pająki oraz kwiaty z bibuły. Jej prace znajdują się m.in. w Muzeum w Łowiczu oraz Muzeum Ludowym Rodziny Brzozowskich w Sromowie, ale również na ekspozycjach w Łodzi i Paryżu.
Organizuje liczne przedsięwzięcia mające na celu ocalenie tradycji ludowych, m.in. pokazy i warsztaty rękodzieła ludowego. Od 1989 należy do Stowarzyszenia Twórców Ludowych, od 2001 pełni funkcję sekretarza Zarządu Głównego. Mieszka w Łowiczu, w ramach współpracy z Łowickim Ośrodkiem Kultury występuje w jego publikacjach jako znawczyni regionalnych tradycji i gwary. Jest prowadzącą w czasie występów zespołów ludowych na łowickim Bożym Ciele.

## Nagrody i odznaczenia
- Brązowy Krzyż Zasługi, 2003
- Medal Prymasowski, 2003
- Doroczna Nagroda Ministra Kultury i Dziedzictwa Narodowego, 2008[3]
- Gwiozda Łowicko, 2021[6]